# Mega Melon
Albums de Melon Kinenbi
Melon Juice
(2007) Melon's Not Dead
(2010)
 Mega Melon  (écrit en capitales : MEGA MELON) est le deuxième album compilation du groupe de J-pop Melon Kinenbi, sorti le 10 décembre 2008 au Japon sur le label zetima. Il sort dans le cadre de la série de compilations Mega Best des divers artistes du Hello! Project destinés à quitter le H!P quelques mois plus tard. Il contient les chansons-titre des 17 singles du groupe sortis jusqu'alors, dans leur ordre chronologique de parution, plus une chanson inédite (une reprise de la version japonaise de Give Me Up de Michael Fortunati). L'album inclut un DVD contenant tous les clips vidéo des chansons et des versions live.

## Liste des titres
CD
1. Amai Anata no Aji  (甘いあなたの味?)
2. Kokuhaku Kinenbi  (告白記念日?)
3. Denwa Matte Imasu  (電話待っています?)
4. This is Unmei  (This is 運命?)
5. Sā! Koibito ni Narō  (さぁ！恋人になろう?)
6. Natsu no Yoru wa Danger!  (夏の夜はデインジャー!?)
7. Kōsui  (香水?)
8. Akai Freesia  (赤いフリージア?)
9. Chance of Love  (チャンス of LOVE?)
10. Mi Da Ra Matenrō  (MI DA RA 摩天楼?)
11. Kawaii Kare  (かわいい彼?)
12. Namida no Taiyō  (涙の太陽?)
13. Champagne no Koi  (シャンパンの恋?)
14. Nikutai wa Shōjiki na Eros  (肉体は正直なEROS?)
15. Unforgettable  (アンフォゲッタブル?)
16. Onegai Miwaku no Target ~Mango-pudding Mix~  (お願い魅惑のターゲット ~マンゴープリンMix~?)
17. Charisma - Kirei  (カリスマ・綺麗?)
18. Give Me Up  (GIVE ME UP?)

DVD
1. Amai Anata no Aji  (甘いあなたの味?)
2. Kokuhaku Kinenbi  (告白記念日?)
3. Denwa Matte Imasu  (電話待っています?)
4. This is Unmei  (This is 運命?)
5. Sā! Koibito ni Narō  (さぁ！恋人になろう?)
6. Natsu no Yoru wa Danger!  (夏の夜はデインジャー!?)
7. Kōsui  (香水?)
8. Akai Freesia  (赤いフリージア?)
9. Chance of Love  (チャンス of LOVE?)
10. Mi Da Ra Matenrō  (MI DA RA 摩天楼?)
11. Kawaii Kare  (かわいい彼?)
12. Namida no Taiyō  (涙の太陽?)
13. Champagne no Koi  (シャンパンの恋?)
14. Nikutai wa Shōjiki na Eros  (肉体は正直なEROS?)
15. Onegai Miwaku no Target (Live Ver.)  (お願い魅惑のターゲット...?)
16. Unforgettable  (アンフォゲッタブル?)
17. Onegai Miwaku no Target (Yon Jigen Jack!! Live Ver.)  (お願い魅惑のターゲット) (四次元ジャック!!...?)
18. Charisma - Kirei  (カリスマ・綺麗?)
19. Give Me Up (Yon Jigen Jack!! Live Ver.)  (GIVE ME UP) (四次元ジャック!!...?)